# Egretă medie
Egreta medie (Ardea intermedia) este un stârc de mărime medie. Unii taxonomiști încadrează specia în genul Egretta sau Mesophoyx. Este rezident în sudul și estul Asiei.

## Taxonomie
Unele autorități clasifică egreta medie în propriul gen monotipic, Mesophoyx, în timp ce altele îl plasează împreună cu egretele mai mici în Egretta.
Au fost recunoscute trei subspecii, iar acestea sunt uneori ridicate la rangul de specii:
- Ardea intermedia brachyrhyncha Brehm, 1854 – Africa subsahariană;
- Ardea intermedia intermedia Wagler, 1827 – Asia, de la Extremul Orient rusesc la Japonia, India și Insulele Greater Sunda⁠(d);
- Ardea intermedia plumifera Gould, 1848 – estul Indoneziei, Noua Guinee și Australia.

A.(i.) intermedia se deosebește de A.(i.) brachyrhyncha și A.(i.) plumifera prin faptul că are un cioc negru atunci când este în penaj de reproducere, în timp ce A.(i.) plumifera are un cioc galben și roz, iar A.(i.) brachyrhyncha are lorul și fața mult mai galbene. Divizarea egretei medii în 3 specii a fost acceptată de IOC la 26 septembrie 2023, această formă primind denumirea comună de egretă medie.